# Chore melodie
Chore melodie – pierwszy album solowy polskiego rapera Słonia. Wydawnictwo ukazało się 15 maja 2009 roku nakładem wytwórni muzycznej Unhuman. Płytę poprzedził wydany 12 marca tego samego roku singel pt. Krwawy aperitif . Nagrania wyprodukowali Mikser, Loco HCM, Grant i Shileeth. Z kolei wśród gości znaleźli się m.in. Kaczor, Koni, Paluch oraz Shellerini. W ramach promocji do utworu tytułowego został zrealizowany teledysk.

## Lista utworów
Opracowano na podstawie materiału źródłowego.
1. "Intro" (produkcja: Mikser) - 3:57
2. "Inkwizycja" (gościnnie: Lucas, produkcja: Mikser) - 7:32
3. "ASP (Agresja, Strach, Paranoja)" (produkcja: Loco HCM) - 5:30
4. "Mocne ogniwo" (produkcja: Mikser) - 5:17
5. "5 styli" (gościnnie: Kaczor, Koni, Paluch, Shellerini, produkcja: Mikser) - 6:41
6. "6" (produkcja: Grant, Mikser) - 4:59
7. "Marsz robotów" (gościnnie:Bubel, produkcja: Loco HCM) - 6:26
8. "Chore melodie" (gościnnie: Shellerini, produkcja: Mikser) - 5:27
9. "Berserk" (produkcja: Loco HCM) - 6:15
10. "WCM" (gościnnie: Jeżozwierz, Oldas, produkcja: Mikser) - 5:23
11. "Rezim krwi" (gościnnie: Kobra, Lucas, produkcja: Mikser) - 5:20
12. "Bezdech" (produkcja: Mikser) - 6:02
13. "Ssij go" (gościnnie: Gandzior, Rychu Peja SoLUfka, produkcja: Mikser) - 4:40
14. ":)" (produkcja: Mikser) - 5:24
15. "Ostatnia chwila" (produkcja: Grant, Mikser) - 3:29
16. "Krwawy aperitif" (produkcja: Shileeth) - 4:17